# Essey
Essey é uma comuna francesa na região administrativa da Borgonha-Franco-Condado, no departamento de Côte-d'Or. Estende-se por uma área de 12,2 km². Em 2010 a comuna tinha 301 habitantes (densidade: 24,7 hab./km²).